# Taguatinga Esporte Clube
El Taguatinga Esporte Clube es un equipo de fútbol de Brasil que juega en el Campeonato Brasiliense de Segunda División, la segunda división del Distrito Federal de Brasil.

## Historia
Fue fundado el 18 de febrero de 1964 en el municipio de Taguatinga del distrito Federal de Brasil, siendo uno de los equipos más dominantes de estado durante las décadas de los años 1980 y años 1990 en donde logró ganar cinco títulos estatales, periodo en el que participó en el Campeonato Brasileño de Serie A en 1981 y en el Campeonato Brasileño de Serie B de 1982, donde en ambos casos sus números fueron algo discretos, temiendo su última aparición nacional en el Campeonato Brasileño de Serie C de 1995.
En 1996 desciende a la segunda división estatal, pasando como un equipo yo-yo hasta que en 1999, cerró operaciones a finales de ese año.
El club es refundado en 2015 luego de adquirir la plaza del Clube Atlético Bandeirante y pasarían a llamar al club como TEC (siglas del club), y el 3 de mayo de 2018 el club se fusiona con el Clube Atlético Taguatinga debido a que los aficionados de este club apoyaban al TEC, regresando a su denominación original para la temporada 2018.

## Palmarés
- Campeonato Brasiliense: 5

1981, 1989, 1991, 1992, 1993